# Koning Abdulaziz-moskee
De Koning Abdulaziz-moskee of de moskee van Marbella (Spaans: Mezquita del rey Abdelaziz, Mezquita de Marbella) is een islamitisch gebedshuis in Marbella, provincie Málaga, Andalusië, Spanje. Het wordt gefinancierd door Saoedi-Arabië en is vernoemd naar hun eerste monarch. Het werd gebouwd in 1981 en is een van de eerste Spaanse moskeeën die in de moderne tijd is gebouwd.
Samen met de Fuengirola Moskee en de Malaga Moskee werd de moskee van Marbella gefinancierd met geld uit Saoedi-Arabië en maakt daarom deel uit van de salafistische denkwijze, een beweging die dominant is in Saoedi-Arabië. De constructie werd besteld door prins Salman ter ere van koning Fahd, die een frequent bezoeker was van Marbella.

## Architectuur
De architectuur van het gebouw is een voorbeeld van de op Andalusië geïnspireerde hedendaagse Arabische architectuur. Gebouwd door Córdoban architect Juan Mora, het heeft een capaciteit van meer dan 800 mensen en bestaat uit woningen voor de imam, een bibliotheek en tuinen.